# Nomenj
Nomenj (IPA: [ˈnɔːmɛn]) è un insediamento (naselje) di 182 abitanti, della municipalità di Bohinj nella regione statistica dell'Alta Carniola in Slovenia.